# Дзеког
Дзеког (кит. упр. 泽库, пиньинь Zékù, палл. Цзэку, тиб. རྩེ་ཁོག, Вайли: rtse khog) — уезд Хуаннань-Тибетского автономного округа провинции Цинхай (КНР).

## История
В 1953 году был образован Хуаннань-Тибетский автономный район (黄南藏族自治区) окружного уровня, в состав которого вошёл и выделенный из Тунжэнь-Тибетского автономного района (同仁藏族自治区) уездного уровня уезд Дзеког. 22 мая 1955 года Хуаннань-Тибетский автономный район был переименован в Хуаннань-Тибетский автономный округ.

## Административное деление
Уезд Дзеког делится на 3 посёлка и 4 волости.